# جو ماكفي
جو ماكفي (بالإنجليزية: Joe McPhee)‏ هو عازف جاز أمريكي، ولد في 3 نوفمبر 1939 في ميامي في الولايات المتحدة.

## وصلات خارجية
- جو ماكفي على موقع ميوزك برينز (الإنجليزية)
- جو ماكفي على موقع أول ميوزيك (الإنجليزية)
- جو ماكفي على موقع ديسكوغز (الإنجليزية)